# Верхнеошминское сельское поселение
Верхнеошминское сельское поселение — сельское поселение в Мамадышском районе Татарстана.
Административный центр — село Верхняя Ошма.
В состав поселения входят 7 населённых пунктов.

## Административное деление
- с. Верхняя Ошма
- с. Алкино
- дер. Белый Ключ
- дер. Старый Завод
- дер. Хасаншино
- дер. Эшче
- пос. Кумазанского лесничества